# 湄公河大案
《湄公河大案》（英語：Drug Case On Mekong River），是中国中央电视台综合频道于2014年播出的一部警匪刑侦题材电视连续剧，该剧以2011年湄公河慘案的真实故事改编创作。公安部、中央电视台、云南省公安厅联合拍摄，由导演安战军执导，著名演员陈宝国、王千源、李修贤、李立群、杜志国、尤勇、刘德凯、张兆辉、骆达华等出演，于2013年11月27日在云南省西双版纳傣族自治州景洪市勐罕镇开机，2014年2月24日杀青。2014年7月15日在央视一套晚间黄金强档播出。

## 剧情概述
由2011年中国船员在湄公河流域遇难事件的真实故事改编，在国际禁毒的大背景下，中老缅泰联合执法，一举破获了苏沃特大武装贩毒团伙。公安部禁毒局局长江海峰受总部领导任命，成为“10.5联合专案组”的组长，他立誓不破此案便不回北京。曾与他出生入死的好战友高野也想加入专案组，不料遭到同为警察的妻子于慧和副组长关庆林的强烈反对。他们都认为两年前的一起让高野失去女儿的车祸案，使得高野还未走出阴影，并不适合参与这起案件。但江海峰突破重重阻力，力保高野加入了专案组，并指挥着高野寻找到了一个又一个的线索......

## 播出時間
| 頻道     | 所在地   | 播映日期       | 播出時間                | 備註          | 备注 |
| -------- | -------- | -------------- | ----------------------- | ------------- | ---- |
| 央视一套 | 中国大陆 | 2014年7月15日  | 周一至周五20:05两集连播 | 湄公河大案    |      |
| MCOT HD  | 泰國     | 2020年10月11日 | 每週六~日 23:05 - 00:00 | 13 ศพ แม่น้ำโขง |      |

## 演员表
| 演员   | 角色           | 简介                                                                       |
| 陈宝国 | 江海峰         | 公安部禁毒局局长。受命成为“10·5联合专案组”组长。                           |
| 王千源 | 高 野          | 优秀缉毒警察。云南省西双版纳州公安局禁毒支队支队长。                       |
| 杜志国 | 关庆林         | 云南省公安厅副厅长兼禁毒局局长。受命成为“10·5联合专案组”副组长。           |
| 于 越  | 于 慧          | 公安部禁毒局情报中心副处长。高野的妻子。                                   |
| 刘跃军 | 郭大旗         | 云南省西双版纳州公安局副局长。“10·5联合专案组”驻泰国工作组组长。           |
| 李修贤 | 蒙 洪          | 坎里拉的哥哥,缅甸光华橡胶事业公司董事长                                    |
| 张兆辉 | 诺 桑 （莫雄） | 缅甸光华橡胶事业公司总经理，蘇沃的哥哥。「10·5慘劇」的幕後黑手。           |
| 刘德凯 | 孟 东          | 缅甸光华橡胶事业公司副董事长                                               |
| 李 强  | 方 力          |                                                                            |
| 尤 勇  | 坎里拉         | 缅甸大毒枭。                                                               |
| 李立群 | 李秋生         | 缅甸华侨，高野的朋友。                                                     |
| 王 笛  | 叶 香          |                                                                            |
| 一 真  | 禄 巴          |                                                                            |
| 谢 宁  | 塞耶佩         | 基洛赌场老板，叶香的舅舅。                                                 |
| 李卓远 | 苏 沃          | 大毒枭。                                                                   |
| 谭小燕 | 杜 金          | 苏沃的姐姐，泰国侬兰演出公司老板                                           |
| 刘敏涛 | 坎 兰          |                                                                            |
| 施京明 | 郝部长         | 公安部部长。                                                               |
| 张志坚 | 方厅长         | 云南省公安厅厅长。                                                         |
| 陈逸恒 | 周处长         | 云南省公安厅调查组处长。                                                   |
| 黄奕良 | 若 埃          |                                                                            |
| 赵 凯  | 李 飞          | 公安部禁毒局主任。                                                         |
| 乌日根 | 方朝阳         |                                                                            |
| 段智卿 | 向 红          | 方力的情妇,高野在贩毒集团内发展的线人。                                    |
| 李 静  | 赵 辉          | 云南省公安厅禁毒局副局长。                                                 |
| 董 明  | 贺 亮          | 云南省西双版纳州公安局禁毒支队副支队长。“10·5联合专案组”驻缅甸工作组组长。 |
| 宋骏龙 | 杨 杰          | 云南省西双版纳州公安局禁毒支队民警。                                       |
| 吴连顺 | 赵 伟          | 云南省西双版纳州公安局禁毒支队民警。                                       |
| 宋楚炎 | 梁 欢          | 云南省西双版纳州公安局禁毒支队副支队长。                                   |
| 杨作玖 | 南 乔          |                                                                            |
| 艾 东  | 朋 达          |                                                                            |
| 杨 华  | 巴 妮          |                                                                            |
| 王今心 | 巴 顿          |                                                                            |
| 熊睿玲 | 徐 静          | 公安部禁毒局情报中心民警。“10·5联合专案组”技术组组长。                     |
| 骆达华 | 亚 丁          | 国际刑警组织美国国家中心局驻缅甸的代表。                                   |
| 王 坤  | 吉 海          |                                                                            |
| 毕海峰 | 貌 昂          | 缅甸内政部警察部队副总监。                                                 |

## 電視原聲
| 曲序 | 曲目                   |      | 作曲 | 演唱者                  |
| ---- | ---------------------- | ---- | ---- | ----------------------- |
| 1.   | 《遙遠的河》（主题曲） | 易茗 | 雷蕾 | 鄧容 亞洲愛樂男聲合唱團 |